# Эвротас
Эвро́тас (греч. Ευρώτας) — река в Греции. Крупнейшая река Лаконии. Алфиос и Эвротас — крупнейшие реки на Пелопоннесе. Длина 82 километра. Площадь водосборного бассейна 1065 квадратных километров. Собирает стоки между горами Парнон и Тайгет. Исток у села Асея близ древней Мантинеи в Аркадии. Первоначально течёт на юг, на протяжении 5—6 километров является границей между Аркадией и Лаконией, затем течёт в направлении юго-юго-запад по территории Лаконии мимо города Спарта, далее течёт на юго-восток и впадает в залив Лаконикос близ Скалы.
В античной географии известна как Эврот (др.-греч. Εὐρώτας). По легенде герой Еврот, сын Лелега и наяды Клеохарии, либо сын Милета, внук Лелега, отвёл в море воду с равнины, которая заболачивала её. Возник речной поток, названный Эвротом.
Приток — Инус.

## В культуре
В рассказе Э. М. Форстера «Возвращение из Колона» герой замечает: «Человек стареет, и тогда совершенно всё равно, Темза ли у него перед глазами или Эврот».
Река Эвротас упоминается в саундтреке к фильму «300 спартанцев». В треке «Returns a King» на древнегреческом звучат слова: «erhontai, fainontai, potami Eurwta».